# Самоубийство влюблённых на острове Небесных сетей
«Самоубийство влюблённых на острове Небесных сетей» (яп. 心中天網島 синдзю: тэн но амидзима, в международном прокате фильм демонстрировался под английским названием Double Suicide / «Двойное самоубийство») — чёрно-белый фильм-драма режиссёра Масахиро Синоды, вышедший на экраны в 1969 году. Экранизация одноимённой драмы великого драматурга средневековья Мондзаэмона Тикамацу. Фильм-лауреат престижнейших японских кинопремий «Кинэма Дзюмпо» и «Майнити» за лучший фильм 1969 года.

## Сюжет
Этот фильм прослеживает основной конфликт в японском драматическом искусстве между гири (долгом преданности, как он понимался в средневековой Японии) и ниндзё (естественными чувствами человека). Главный герой киноленты, торговец Дзихэй женат и имеет двоих детей, но влюбляется в куртизанку Кохару. Так как нет никакой возможности быть вместе в этом мире, Дзихэй видит единственно возможное решение в виде двойного самоубийства с возлюбленной.

## В ролях
- Китиэмон Накамура — Дзихэй
- Сима Ивасита — Кохару / Осан
- Хосэй Комацу — Тахэй
- Юскэ Такита — Магаэмон
- Каматари Фудзивара — Дэнбэй
- Ёси Като — Госаэмон
- Сидзуэ Каварадзаки — мать Осан
- Токиэ Хидари — Осуги
- Сумико Хидака — хозяйка
- Такаси Суэ — владелец лавки
- Макото Акацука — Сангоро
- Унко Уэхара — Отама

## Премьеры
- — 24 мая 1969 года состоялась национальная премьера фильма в Токио[1].
- — американская премьера фильма состоялась 11 февраля 1970 года в Нью-Йорке[1].

## Награды и номинации
...Условность и декоративность, заимствованные у традиционного искусства Японии, стали главным стилеобразующим принципом фильма. Предопределённость судьбы, приятие жизни такой, как она есть, — все эти сугубо национальные черты мировосприятия японца выражены в образах, характерных для традиционного искусства. Осуществляя свой принцип «преображения реальности», Синода создаёт в фильме условный и одновременно трепетно-живой, достоверный мир.
Премия журнала «Кинэма Дзюмпо» (1970)
Выиграны:
- премия за лучший фильм 1969 года
- премия лучшей актрисе 1969 года — Сима Ивасита
- премия за лучшую режиссёрскую работу — Масахиро Синода

Кинопремия «Майнити» (1970)
Выиграны:
Это наиболее выдающийся фильм, который я когда-либо видел. Режиссёр Синода (считающийся одним из членов «новой волны» наряду с Нагисой Осима) адаптировал пьесу 1720 года о купце, который жертвует своей женой и детьми ради любви к куртизанке. Синода начинает свой фильм в современном кукольном театре с кукловодов, готовящихся к показу. Когда начинается сама история, Синода заменяет кукол настоящими актёрами, но присутствие кукловодов остаётся. Курого («человек в чёрном» — кукловод средневекового театра), перемещаются между персонажами, помогая позиционировать им и манипулировать историей.
- премия за лучший фильм 1969 года
- премия лучшей актрисе 1969 года — Сима Ивасита
- премия за лучший саундтрек — Тору Такэмицу
- премия за лучший звук — Хидэо Нисидзаки